# Zhonghua renmin gongheguo yaodian (1977)
La pharmacopée chinoise Zhonghua renmin gongheguo yaodian, yi jiu qi qi nian ban 中华人民共和国,一九七七年版 « Code des médicaments de la République populaire de Chine, édition de 1977 » est une réédition en deux volumes de Zhonghua renmin gongheguo yaodian 中华人民共和国药典 publiée en 1953. Ces deux ouvrages édictent des réglementations juridiquement contraignantes sur les normes de qualité des médicaments tant chinois qu’occidentaux, et leurs exigences de préparation.
Dans cet ouvrage l’analyse de la matière médicale et des préparations traditionnelles chinoises est en partie effectuée avec les outils de la médecine moderne, apportant beaucoup plus de précisions et de rigueur comme par exemple dans la description botanique et dans les méthodes d’identification. Cependant les usages thérapeutiques traditionnels restent identiques, au mieux étayés par la pratique de quelques médecins traditionnels mais sans recourir à des essais cliniques randomisé en double aveugle (comparatifs avec un placebo ou d’autres traitements modernes), garantissant un minimum d’objectivité.

## Préface
Les deux volumes ont la même préface qui indique les autorités de tutelle, et donne les précisions suivantes

« Cette édition du Code des médicaments liste 1 925 drogues et 74 règles générales de préparation et de méthodes d’évaluation. Pour une utilisation plus pratique, il est divisé en deux parties, toutes deux classées selon le nombre de traits [du premier caractère] des noms chinois des substances pharmaceutiques. 
 Comité du Code des médicaments du Ministère de la Santé publique de la République populaire de Chine »

— Traduction à partir de la traduction anglaise de Paul Unschuld

## Texte

### La section des monographies du premier volume
Le premier volume contient, des monographies de

« substances pharmaceutiques végétales, d’huiles végétales ainsi que de préparations sur la base d’ordonnances établies. Les annexes énumèrent les règles générales pour examiner et déterminer les médicaments à base de plantes chinoises, les règles générales pour la préparation [de médicaments spécifiques], les règles générales pour le traitement des médicaments, les méthodes microscopiques pour identifier les médicaments à base de plantes chinoises et établir des formules, etc. »

— Traduction à partir de la traduction anglaise de Paul Unschuld
Une table des matières précède la section des monographies de 856 pages, suivie de l’annexe de 93 pages et enfin trois index différents, un pour les noms chinois en caractères chinois, un pour les noms chinois en romanisation pinyin, et un pour les noms latins de tous les articles mentionnés dans le texte principal et en annexe.
La section monographique combine pour la première fois dans un code des médicaments en chinois, plusieurs centaines des plus importantes préparations de drogues végétales, animales et minérales. Ainsi pour la première fois, dans l’histoire des pharmacies chinoises, des directives officielles sont disponibles pour une utilisation standardisée de la matière médicale traditionnelle chinoise.
Voyons la monographie du badou, le Croton cathartique (Croton tiglium), une plante de la famille des Euphorbiaceae, dont les graines sont extrêmement toxiques. Cette drogues n’avait pas reçu de traitement dans la première édition du code des médicaments de la République Populaire de 1953.

« Badou, Fructus Crotonis
 Cet article est constitué du fruit mûr et séché, de la plante Croton tiglium L., badou, de la famille des Euphorbiaceae (daji 大戟). On le récolte à l'automne lorsque les fruits sont mûrs, on l'entasse pendant deux ou trois jours, on l'étale et on le fait sécher. 
 Nature et apparence. Cet article a une forme circulaire comme un œuf. En général, [le fruit] a trois bords, il mesure de 0,8 à 2,2 centimètres de long et mesure de 1,4 à 2 centimètres de diamètre. L'extérieur de couleur gris-jaune, parfois d'une couleur foncée, rugueuse, présente six lignes. Il est coiffé à plat sur son sommet et porte une marque de pédoncule à sa base. Si l'on ouvre la coque du fruit, on peut voir trois chambres, chacune contenant une graine. Les graines sont de forme légèrement elliptique ; leur longueur est de 1,2 à 1,5 centimètre, avec un diamètre de 0,7 à 0,9 centimètre. L'extérieur est brun ou gris-brun ; à une extrémité se trouve une cicatrice en forme de point du nombril et du monticule de graines. À l'autre extrémité se trouve un point légèrement concave et, entre les deux, un renflement de l'épine de la graine. L'enveloppe externe de la graine est fine et fragile. L'enveloppe interne de la graine est une fine membrane blanche. Le noyau de la graine est de couleur blanc jaunâtre ; il est huileux, n'a pas d'odeur et a un goût piquant. 
 Les meilleurs échantillons sont ceux qui sont remplis [de graines] et dont le noyau a une couleur jaune-blanc. 
 Identification. Prenez environ 5,0 gramme de cet article, broyez-le, ajoutez-y 10 millilitres d'éther, laissez tremper pendant deux heures et remuez fréquemment. Filtrez ensuite, mettez le filtrat dans un tube à essai et, après évaporation [du liquide], ajoutez 0,5 millilitre d'une solution saturée d'hydrochlorate d'hydroxylamine dans du méthanol, ainsi qu'une goutte de liquide indicateur de thymol phtaléine à 1 pour cent. Ajoutez encore une solution saturée d'hydroxyde de potassium dans du méthanol jusqu'à ce qu'une couleur bleu vif apparaisse, puis ajoutez quelques gouttes. Ajoutez du feu jusqu'à ébullition, attendez qu'il refroidisse et ajoutez de l'acide chlorhydrique dilué jusqu'à atteindre un pH de 2 à 3. Ajoutez 3 gouttes de solution de trichlorure ferrique à 10 % et 1 millimètre de chloroforme. Remuez. La solution de phase inférieure affichera une couleur rouge violacée brillante. »

— Traduction faite à partir de la traduction anglaise de Paul Unschuld

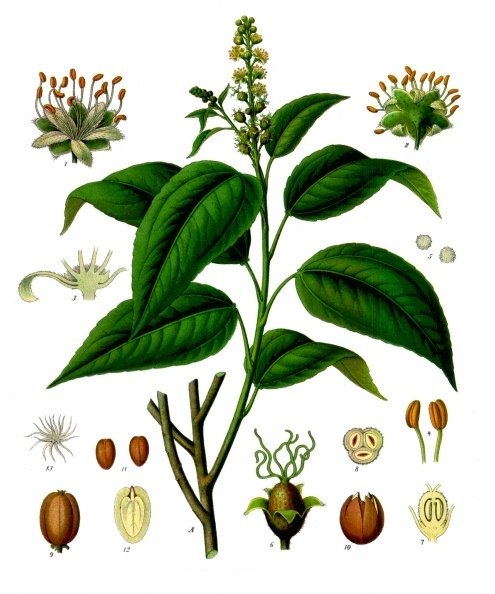
Croton tiglium

Pour ceux qui ont parcouru la longue histoire des pharmacopées chinoises, il est clair qu’on est entré brusquement dans un autre monde, celui des sciences modernes, à savoir ici la botanique et la chimie. La description botanique très précise, permet d’identifier facilement la graine (bien qu’actuellement on emploierait d’autres termes techniques). Le test chimique prouve la présence de crotonine ou de composés similaires spécifique du Croton tiglium. La réaction de coloration rouge violacée est une indication caractéristique de ces composants. La procédure est un test qualitatif classique dans les pharmacopées pour vérifier l'authenticité et l'identité de la plante utilisée, s'assurant que la poudre dont on dispose, contient bien les composés chimiques attendus qui définissent ses propriétés pharmacologiques.
La Zhonghua yaodian de 1953 puis surtout celle de 1977 marquent une avancée notable dans l’histoire des bencao. Traditionnellement, les bencao se basaient principalement sur des critères organoleptiques (goût, odeur, aspect) et sur des méthodes empiriques, souvent visuelles ou basées sur l’expérience des praticiens, pour identifier les matières médicales. L'introduction des tests chimiques modernes dans le Code des médicaments de 1977, comme la procédure décrite pour le Croton tiglium, s'inscrit dans une évolution visant à standardiser la MTC en alignant ses critères d'identification et de qualité sur ceux de la chimie et de la pharmacologie modernes.
Si on compare le présent texte avec la monographie du Bencao gangmu (1593) de Li Shizhen, considéré comme un modèle de bencao, basée sur une excellente sélection d’auteurs anciens, on voit tout de suite que la description de la plante et de son fruit par le savant polymathe Su Song (1020-1101) manifestait certainement un grand progrès par rapport à ce qui avait été fait avant lui, mais commençait à être dépassé à la fin du XVIe siècle et l’était totalement au XXe siècle.
Sans l’outil des analyses chimiques, Li Shizhen ne pouvait pas offrir de test d’identification de la matière médicale. Après lui, les auteurs de bencao se réfèrent toujours à son travail, sans arriver à le dépasser. Au contraire au lieu de progresser, ils vont régresser, quand face aux difficultés, en bons lettrés confucéens, ils prôneront un retour aux textes de la dynastie Han (en suivant les Hanxue 汉学), pour restaurer et approfondir la compréhension des textes anciens.
Poursuivons la lecture de la monographie :

« Détermination du contenu. Prendre 5 grammes de cet article, déterminer le poids précis, pulvériser en poudre fine, mettre dans un condenseur à reflux, dissoudre dans l'éther, ajouter de la chaleur et laisser reflux jusqu'à ce que toute l'huile ait été extraite, évaporer l'éther, sécher pendant une heure à 100 degrés. Attendez qu'il ait refroidi. Déterminez le poids précis. Cet article ne doit pas contenir moins de 50 pour cent d'huile. 
 Traitement. Badou cru. Jeter la peau et utiliser le noyau. Pour une utilisation éternelle. 
Pulpe de badou. Prendre des noyaux de badou, les pulvériser en une poudre fine ou les écraser en une pulpe. Extraire l'huile en pressant jusqu'à obtenir une poudre lâche qui ne colle pas comme un gâteau. Ou bien prendre des noyaux de badou propres, les pulvériser jusqu'à obtenir une poudre fine et déterminer la teneur en huile selon la méthode décrite sous la rubrique « détermination de la teneur », ajouter une quantité appropriée d'amidon et créer un mélange homogène avec 18 à 20 pour cent d'huile. »

— Traduction à partir de la traduction anglaise de Paul Unschuld
La procédure décrite pour la détermination de la quantité l'huile contenue dans les graines de Croton tiglium permet une extraction complète de l’huile de la graine sans perdre de solvant (l’éther) pendant le chauffage.
La monographie se poursuit d’abord en donnant des informations traditionnelles de la MTC

« Nature et goût. Âcre, piquant, forte efficacité médicinale 
 Fonctions et indications principales. [badou] se déplace avec force vers le bas à travers les constipations; chasse l'eau, élimine les gonflements; il est utilisé contre les obstructions causées par l'accumulation de froid, les gonflements et les douleurs dans la poitrine et l'abdomen, les œdèmes, la gorge affectée par le vent, la fermeture de la gorge, en externe pour le traitement des croûtes, des verrues et des grains de beauté »

Le texte de la yaodian de 1977 sur les fonctions et indications est conforme à la tradition médicale chinoise. Mais il est assez étrange que les tenants de l’utilisations des sciences botaniques, chimiques, et de la quantification des composés actifs ne s’interrogent pas sur l’efficacité des remèdes traditionnels en thérapie médicamenteuse. Ils pourraient éventuellement arguer qu’ils s’appuyent sur les observations de médecins qui ont utilisé le badou, mais ils ne sont pas sans savoir qu’il existe aussi des procédures bien plus élaborées de contrôle empirique qui ont faits leurs preuves depuis le XVIIIe siècle, à savoir les essais cliniques.

« Usage et dose. 0,1 à 0,3 grammes de pulpe de badou sont généralement préparés en pilules ou en poudre et sont divisés pour être consommés en plusieurs portions. Pour un usage externe, prenez une quantité appropriée d'article frais, broyez une poudre pour l'étaler ou écrasez une pulpe pour l'appliquer sur la région touchée, tissée dans une fine soie. 
 Attention : Les femmes enceintes ne doivent pas consommer ce produit, il ne doit pas être utilisé avec qiānniúzǐ 牵牛子 [graines d’ipomée, purgatif puissant] 
 Stockage. Garder dans un endroit sombre, frais et sec. »

— Traduction à partir de la traduction anglaise de Paul Unschuld
Les recherches cliniques modernes ont montré que C. tiglium peut provoquer des diarrhées, des mutations, une cancérogénèse, des inflammations et d’autres toxicités. On peut constater que C. tiglium est une arme à double tranchant. Les diterpénoïdes de tigliane sont généralement considérés comme les principaux ingrédients bioactifs et caractéristiques. L’exposition du poisson zèbre à différentes concentrations d’extrait aqueux de graines de C. tiglium a montré une létalité et des anomalies, par rapport au groupe témoin.
Bien que des doses recommandées présentement (de 0,1 à 0,3 g de pulpe) aient probablement été établies comme des doses thérapeutiques (sans qu’on sache comment), les accidents graves sont fréquents en raison de la variabilité des concentrations en composés toxiques de la plante, de la marge thérapeutique étroite, des difficultés d'adaptation de la dose aux patients. Ces données quantitatives étaient toutefois un progrès par rapport aux méthodes aléatoires de Li Shizhen, qui recommandait « un léger grillage », de « bouillir dans du vinaigre », ou « faire un rôtissage ».

### Le second volume
À la différence du premier volume, qui ne s’intéresse qu’aux remèdes chinois, le second volume est consacré uniquement aux substances et médications de la pharmacie occidentale de l’époque. Le texte principal contient les monographies qui comprennent des descriptions de produits chimiques, de substances naturelles isolées de plantes, d'animaux ou de minéraux, ainsi que des préparations sous diverses formes de médicaments (comprimés, injections, etc.).
Alors que les rééditions du Zhonghua yaodian 中华药典 à Taiwan ne s’occupent pas du tout de la médecine traditionnelle chinoise, en Chine populaire, le Zhonghua renmin gongheguo yaodian (1977) consacre environ la moitié de ses monographies à leur étude. La République populaire de Chine a toujours suivi une voie conceptualisée, dans ses grandes lignes, dans les années 1920 - 1930 par les premiers penseurs marxistes. La science moderne est reconnue comme la seule base de la connaissance efficiente. En conséquence, la matière médicale traditionnelle a été réévaluée au cours des dernières décennies conformément aux hypothèses scientifiques contemporaines concernant les ingrédients actifs des substances à base de plantes et leur mode d'application le plus efficace en thérapie. Cette politique a pu faire croire que tous les médicaments traditionnels incorporés dans le code des médicaments pouvaient donc être considérés désormais comme ayant été intégrés dans la pharmacie occidentale !
On ne trouve aucune référence aux anciens concepts du yin yang et des cinq phases. L’édition du Code des drogues de 1977 a été préparée pendant la domination politique de la Bande des Quatre (sìrénbāng 四人帮) à la fin de la Révolution culturelle (1966-1976), c'est-à-dire la faction radicale de gauche du Parti communiste de Shanghai. À cette époque, la MTC était vue comme la « médecine du peuple », et une alternative au « formalisme bourgeois » de la médecine occidentale. Cependant, les théories traditionnelles du yin-yang et des cinq éléments (wuxing) étaient critiquées comme des vestiges du féodalisme et du mysticisme, ne correspondant pas à la pensée matérialiste dialectique promue par le Parti communiste chinois.
Une plus grande liberté de croyance a été tolérée par la suite.
La pluralité des systèmes thérapeutiques en République populaire de Chine est en partie non structurée comme c’est le cas à Taiwan.